# Carl Plötz
Carl Plötz  (1814 — Greifswald, 12 de agosto de 1886), foi um aureliano alemão, especializado em Hesperiidae.
Seus desenhos de borboletas (mais de 10.700 painéis) foram doados à Coleção Zoológica do Estado de Munique. 60 caixas de sua coleção estão no Instituto Zoológico de Greifswald.
Plötz influenciou a obra em entomologia do filólogo e político dinamarquês, Johan Nicolai Madvig. No Brasil identificou espécies como a Synale elana elana.

## Abreviatura (zoologia)
A abreviatura Plötz  emprega-se para indicar a Carl Plötz como autoridade na descrição e taxonomia em zoologia.